# Rozstajne
Rozstajne (daw. Rostajne, j. łemkowski Розстайне) – wieś w Polsce położona w województwie podkarpackim, w powiecie jasielskim, w gminie Krempna. Leży w dolinie Wisłoki przy ujściu potoku Ryjak. Wieś nie jest wymieniona w rejestrze TERYT.

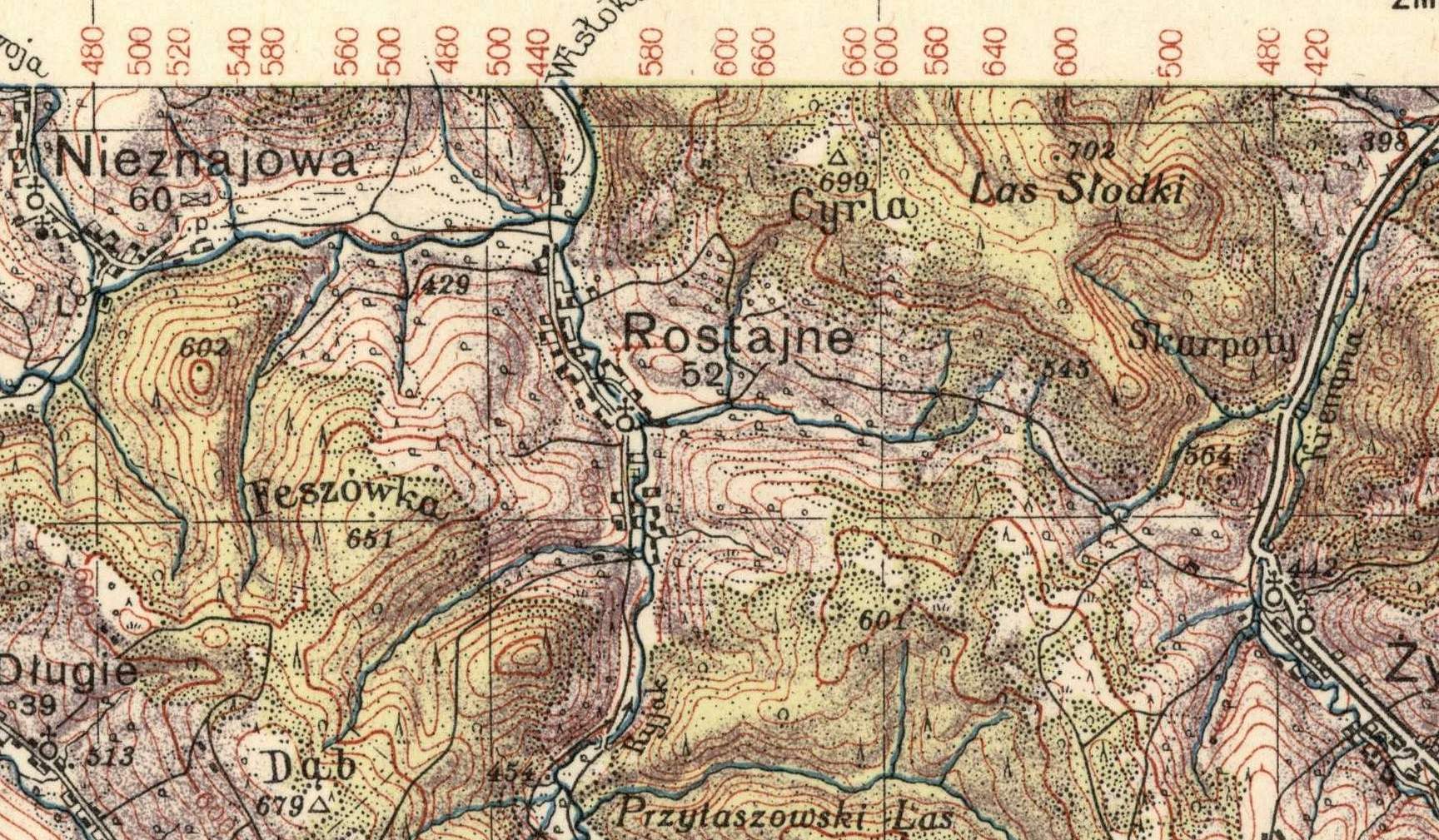
Rostajne na mapie „Jaśliska” z 1938 roku

W miejscowości znajduje się murowana kapliczka prawosławna, zbudowana w 1928 (w okresie schizmy tylawskiej). Zamknięta w 1947 po wysiedleniu miejscowej ludności w ramach akcji „Wisła”. Ponownie użytkowana od 2004; obecnie pod wezwaniem Świętych Męczenników Pawła i Joanny. Nabożeństwo w kapliczce celebrowane jest raz w roku – w drugą sobotę czerwca. Obiekt należy do parafii w Bartnem. Mniej więcej pośrodku wsi zachował się cmentarz greckokatolicki z zachowanymi kilkoma nagrobkami.